# Once (álbum de Porretas)
Once es el undécimo disco del grupo de rock español Porretas. Fue grabado durante la primavera de 2008 en los estudios Sonoland de Coslada (Madrid), con Haritz Harreguy como productor. En la grabación colaboraron algunos miembros del grupo Ministers aportando arreglos de saxo y trombón. 
El álbum se publicó el 11 de septiembre de 2008, y fue editado por la plataforma de autoedición Realidad Musical.

## Lista de canciones
1. Esta Vida Es Una Mierda
2. Qué Tontería
3. Los Pijos De La Jet-Set
4. En Un Bar De Copas
5. Échate A Un Lao
6. Mira Palante
7. Que Bien Se Ve
8. Esperando Aquí Sentado
9. Buenos Momentos
10. Muévete
11. Nada De Nada

## Formación
- Rober: voz y guitarra.
- El Bode: guitarra.
- Pajarillo: bajo y voz.
- Luis: batería.